# ماركوس ويلسون دا سيلفا
ماركوس ويلسون دا سيلفا هو لاعب كرة قدم برازيلي، ولد في 17 أغسطس 1995 في ريو دي جانيرو في البرازيل. لعب مع نادي ماريتيمو.

## وصلات خارجية
- ماركوس ويلسون دا سيلفا على موقع قاعدة بيانات كرة القدم.إي يو (الإنجليزية)
- ماركوس ويلسون دا سيلفا على موقع Soccerway.com (الإنجليزية)